# Tireoglobulin
Tireoglobulin (Tg) je bjelančevina koju nalazimo u štitnoj žlijezdi, a služi kao materijal za sintezu hormona štitnjače, trijodtironina (T3) i tiroksina (T4).
Tireoglobulin nastaje u stanicama štitne žlijezde tireocitima, koje oblikuju okrugle folikule u čiji lumen izlučuju Tg i tu ga pohranjuju. Reakcijom posredovanom enzimom tireporoksidaza, jod se kovalentno veže tirozinske ostatke molekule tireoglobulina, te tako nastaje monojodtirozin (MIT) i dijodtirozin (DIT). Vezanjem dva DIT-a nastaje tiroksin (T4), a DIT-a i MIT-a trijodtironin. Na stimulaciju tireotropinom (TSH) dolazi do endocitoze malih globulina u tireocit, tu se spajaju s lizosomom, u kojem se razgrade globulinski dijelovi i na suprotnoj strani stanice se iz lizosoma u krvotok otpuste T3 ili T4.